# Mahmoud Taleghani
L'ayatollah Mahmoud Taleghani (en persan : محمود طالقانى), né le 7 mars 1911 à Taléghan et mort le 9 septembre 1979 à Téhéran, est un théologien iranien et un membre de la haute hiérarchie du clergé iranien. Il était considéré comme ayant des vues modérées, et pensait par exemple que le voile islamique ne devrait pas être imposé aux femmes. Il fut par ailleurs contre l'introduction de la notion de Velayat-e Motlaghe ye Faghih (Autorité politique absolue du Légiste) dans la constitution de la République Islamique d'Iran.
Il a été le premier Imam de la prière du vendredi  à Téhéran après la chute du gouvernement provisoire en 1979. Il est mort peu après, dans des circonstances mystérieuses, à la fin de la révolution iranienne.
Taleghani et Rouhollah Khomeini étaient des contemporains, tous deux membres de l'opposition religieuse chiite dans les années de règne de Mohammad Reza Pahlavi.

## Biographie
Il est né à Galird dans la Préfecture de Taléghana, dans la province d'Alborz en 4 mars 1911. Son père, Abul Hasan Taleghani, publia une revue "Balagh" s'opposant à l'interdiction du port du Hijab par les femmes sous le gouvernement de Reza Chah. C'est lui qui lui a enseigné les sciences islamiques. Mahmoud Taleghani a continué ses études à Qom dans les écoles Razaviyah et Feyziyeh. Il a obtenu le diplôme de Ijtihad  par ses maitres tel que Abul Hasan Isfahani et Abdul Karim Haeri Yazdi,.

## Avis
Il y a une place spéciale pour intellectualité chez Taleghani. Il insistait que les jugements de religion toujours étaient avec les raisons et causes.  Il croit  que les commandements d’islam sur la famille étaient  progressifs et complètements. Il pense qu’il y a rationalité sur la négociation économique.